# Круж Вермелья
Групу Дешпортіву Круж Вермелья або просто Круж Вермелья (порт. Grupo Desportivo Cruz Vermelha) — футбольний клуб з містечка Альмейрім в районі Агуа-Гранде на острові Сан-Томе, в Сан-Томе і Принсіпі.
Назва клуб буквально означає "Спортивний Клуб Червоного Хреста». Спортивний клуб також пов'язаний з Сантомійським відділом благодійної організації Червоний Хрест.

## Історія
У 2003 році Круж Вермелья виграв групу А другого дивізіону Чемпіонату острова та вийшов до першого дивізіону. Клуб разом з чотирма іншими командами було на короткий час понижено в класі, тому що він відмовився догравати чемпіонат, але згодом це рішення було скасовано. Після завершення сезону 2009/10 років Круж Вермелья все ж таки понизився в класі і в 2014 році клуб навіть вилетів із другого до третього дивізіону Чемпіонату острова Сан-Томе.
Клуб жодного разу не перемагав у національному чемпіонаті, чемпіонату острова або в буд-яких кубках.